# Séisme de 2011 au Pakistan
Le séisme de 2011 au Pakistan est un séisme de magnitude 7,2 dont l'épicentre était localisé à 45 kilomètres à l'ouest de Dalbandin dans la province du Baloutchistan. L'épicentre est localisé dans une vaste zone urbanisée. La United States Geological Survey rapporte que le séisme est survenu le 18 janvier 2011 à 20 h 23 min 17 s UTC (le 19 janvier 01h 23 du matin heure locale) à 28.838°N, 63.974°E. La profondeur est de 84 km.
Le secousses ont également atteints d'autres pays avoisinant incluant Bahreïn, les Émirats arabes unis, Oman, l'Iran, l'Afghanistan et l'Inde quelques moments après le séisme. Un bon nombre de bâtisses se sont écroulées sous la violence du séisme et certains points gouvernementaux ont également été touchés,. Deux femmes ont succombé à une crise cardiaque à Quetta après la secousse, à environ 330 km au nord-est de l'épicentre,.